# 3,5-Dimethylpyrazol
3,5-Dimethylpyrazol ist eine chemische Verbindung aus der Gruppe der Pyrazole. Sie wird als Synthesegrundstoff und als Blockierungsmittel für Isocyanate in Polyurethan-Lacken verwendet. Nur N-tert-Butyl-N-benzylamin (BEBA) und 3,5-Dimethylpyrazol neigen kaum zu Thermovergilbung durch das Einbrennen.

## Gewinnung und Darstellung
3,5-Dimethylpyrazol kann durch Kondensation von Acetylaceton und Hydrazin (z. B. Hydraziniumsulfat in wässriger alkalischer Lösung) gewonnen werden.

## Sicherheitshinweise
3,5-Dimethylpyrazol wurde 2015 von der EU gemäß der Verordnung (EG) Nr. 1907/2006 (REACH) im Rahmen der Stoffbewertung in den fortlaufenden Aktionsplan der Gemeinschaft (CoRAP) aufgenommen. Hierbei werden die Auswirkungen des Stoffs auf die menschliche Gesundheit bzw. die Umwelt neu bewertet und ggf. Folgemaßnahmen eingeleitet. Ursächlich für die Aufnahme von 3,5-Dimethylpyrazol waren die Besorgnisse bezüglich hohes Risikoverhältnis (Risk Characterisation Ratio, RCR) sowie der vermuteten Gefahren durch fortpflanzungsgefährdende Eigenschaften. Die Neubewertung sollte von Spanien durchgeführt werden, wurde jedoch zurückgezogen.